# Mezei Kitty
Mezei Kitty (Budapest, 1979. április 26. –) magyar szinkronszínésznő.

## Életpályája
Mezei Kitty eredetileg a táncszakmában szeretett volna elhelyezkedni, azonban egy reklámfilmben való szereplés után egyre több felkérést kapott. Több helyen szerepel tévesen, hogy Simonyi Piroska barátnője ajánlotta be szinkronszínésznek, ezt egy interjúban cáfolta a színésznő. Az egyik legismertebb „magyar hang”-ként tartják számon, számos rajzfilmben, sorozatban és mozifilmben szinkronizált. Több színházi darabban is fellépett, kisebb-nagyobb szerepekben.

## Színpadi szerepek
A Színházi adattárban regisztrált bemutatóinak száma: 11.
- Móricz Zsigmond: Légy jó mindhalálig (bemutató: 1996. április 26., Jászai Mari Színház, Népház)
- Békeffi István: A régi nyár – Lulu, a revüszínház lánya (bemutató: 1996. június 14., Jászai Mari Színház, Népház)
- Alan Alexander Milne: Micimackó – Nyuszi (bemutató: 1996. október 18., Jászai Mari Színház, Népház)
- Jacques Deval: A potyautas (bemutató: 1998. augusztus 14., Jászai Mari Színház, Népház)
- Howard Ashman: Rémségek csöpp kis boltja (bemutató: 1998. október 2., Jászai Mari Színház, Népház)
- Presser Gábor–Fejes Endre: Jó estét nyár, jó estét szerelem – Veronika, Katalin (bemutató: 1999. április 23., Jászai Mari Színház, Népház)
- Molière: A fösvény – Marianna, Cléante imádottja (bemutató: 1999. november 19., Jászai Mari Színház, Népház)
- Molnár Ferenc: Harmónia – Vera (bemutató: 2000. január 14., Jászai Mari Színház, Népház)
- Andrew Lloyd Webber–Tim Rice: József és a színes szélesvásznú álomkabát (bemutató: 2000. november 10., Jászai Mari Színház, Népház)
- Szophoklész: Antigoné – Lány (2000. december 8., Jászai Mari Színház, Népház)
- Pós Sándor–Presser Gábor–Adamis Anna: Képzelt riport egy amerikai popfesztiválról (bemutató: 1999. június 11., Jászai Mari Színház, Népház)
- Harsányi Gábor: Királytörténet (bemutató: 2002. április 27., Újpest Színház)
- Bencsik Imre: Kölcsönlakás – Csatainé (bemutató: 2005. július 15., Fogi Színháza)
- Alan Ayckbourn: Hálószoba-komédia: (Jászai Mari Színház, Népház)
- Frenkó Zsolt: Egy szoknya egy nadrág (bemutató: 2007. október 5., Aranytíz)

## Szinkronszerepei

### Filmek
| - 27 idegen igen: Jane Nichols - Albert Nobbs: Helen- Mia Wasikowska - Amerikai pite 4. – A zenetáborban: Laurie - Amerikai pite 5. – A meztelen maraton: Brendy - A Bourne-rejtély: Nicky Parsons- Julia Stiles - Chipkatonák: Christy Fimplr - Csapd le Chipet: Abby March - Csavard be, mint Beckham: Monica - Eureka: ismeretlen - Férjhez mész – Mert azt mondtam: Milly - Hajrá, csajok: Mindent bele!: Britney Allen - Hajrá, csajok!: Darcy - Hajrá, csajok, újra!: Whittier Smith - Hajrá, csajok!: A nagy összecsapás: Gloria - Halálkanyar: Jenny - Herkules és az amazonok: Lysia - Lucy Lawless - High School Musical 3. – Végzősök: Sharpay Evans - Játszik még a szív: Alice - Jégvihar: Wendy Hood | - A kabalapasi: menyasszony - A káosz birodalma: Krysta Kapowski/Krysta Now - Kölyökpilóta: ismeretlen - Lányok a pácban: Perchia Marchetta - Los Angeles-i tündérmese: ismeretlen - Lost in Space – Elveszve az űrben: - Penny Robinson - Az oroszlán, a boszorkány és a ruhásszekrény: idősebb Susan - A nők hálójában: Ginnifer Goddwin - A pálmák árnyéka: "Titokzatos lány" - Párbaj nyomtatásban: April Telek (a halhatatlan) - A por: Nikki - Sikoly 2.: Casey 'Cici' Cooper - A szépség ára: Ruby - High School Musical 2: Sharpay Evans - Újra együtt: ismeretlen - Vámpíros Szivatós film: Jennifer |

### Sorozatok
- A bosszú asszonya: Patricia – Géraldine Zivic
- A csábítás földjén (Riválisok): Ivana – Gabriela Spanic (Magyar hang): Zone Romantica, Sandra Macotela Cristina Obregón (Magyar hang): RTL Klub
- A Grace klinika: Izzie Stevens – Katherine Heigl
- A házasság buktatói:
- A hegyi doktor – Újra rendel: Susanne Dreiseitl- Natalie O' Hara
- A S.H.I.E.L.D. ügynökei:
- A szolgálólány meséje: Serena Joy Waterford – Yvonne Strahovski
- Agymenők: Penny – Kaley Cuoco
- Alias: Rachel Gibson – Rachel Nichols
- A Mandalóri: Hercegnő – Lizzo
- A sors hullámain: Natalia Uribe / Paulina de Uzcátegui
- A mostoha: Inés Lombardo Fuentes – Isadora González
- Ana három arca: Jennifer Corbalán – Laisha Wilkins
- A nagykövet lánya: Nare Çelebi – Neslihan Atagül
- Angyali érintés : Monica, a főszereplő angyal
- Anita a bűbájos bajkeverő: Anita Guerrero
- Apám a fogdoki: Abi Harper
- Ármány és szenvedély: Nicole Walker
- A szerelem tengere: Catalina "Coral" Mijares – Ninel Conde
- Az én bűnöm: Renata Valencia Córdoba – Jessica Coch
- Az én lányom: Zeynep Kaya – Elif Verit
- Baywatch: Neely Capshaw
- Berlin, Berlin: Rosalie
- Beverly Hills 90210: Andrea
- Bostoni halottkémek: Lily Lebowski
- Buffy, a vámpírok réme: Buffy Summers
- Bűbájos boszorkák: Christy Jenkins, Allison Michaels, Brooke/ farkas
- Capri - Az álmok szigete: Vittoria Mari
- Century City- a jövő fogságában: Lee May Bristol
- Chuck: - Sarah Walker- Yvonne Strahovski
- Csacska angyal: Florencia ’Flor’ Fazzarino-Santillán Valente – Florencia Bertotti
- Családodra ütök: Alex Landis
- CSI: New York-i helyszínelők: Aiden Burn detektív
- Derült égből apa: Victoria – Vanessa Guzmán
- Doc Martin: Elaine Denham
- Eddie, a hóbortos hekus: Fiona Bickerton
- Az elnök emberei: Ainsley Hayes
- Első csók: Annette
- Eva Luna: Victoria – Vanessa Villela
- Az én kis Bushom: Princess Stevenson
- Elárulva: Gönül Güçlü – Gözde Seda Altuner
- Eltűntnek nyilvánítva: Jess Mastriani FBI-ügynök
- Eureka: Deputy Josephina Jo Lupo
- Feriha: Sophie – Leyla Erdoğan
- Flash – A Villám: Caitlin Snow
- Futurama - Turanga Leela
- A Grace klinika: Dr. Isobel Stevens
- H2O: Egy vízcsepp elég: Emma Gilbert - Claire Holt
- Hajrá skacok: Jacinta
- Hazugságok hálójában: Emilia - Karyme Lozano
- Hetedik mennyország: Shana Sullivan
- Kalandos nyár: Hélčne Girard
- Kaliforniába jöttem: Hilary Banks
- Kettős élet: Angélica – Anahí
- A királyi ház titkai: Inhjon királyné
- "L": Lara Perkins
- Lángoló Chicago: Sylvie Brett (Kara Killmer) (ötödik évadtól)
- Lety, a csúnya lány: Alicia Ferreira
- A liliomlány: Nuria Salas – Carolina Tejera
- Lisa csak egy van: Hannah Refrath
- Lucia – A sors üldözöttje: Deyanira Paredes – Bianca Calderón
- María: Penélope Linares de Cano – Ana Patricia Rojo

NCIS 11 évad Bishop
- María Mercedes: Diana – Sylvia Campos
- Madárka: Güzide
- Makoi hableányok: Lyla- Lucy Fry
- Malibui szívtiprók: Chloe Walker
- Második csók: Annette
- Második élet: Ángela Donoso
- Másnak tűnő szerelem: Alicia / Desirée: Vanessa Acosta
- Második esély: Belinda San Román (Géraldine Bazán) / Valeria (Gabriela Spanic) (Magyar hang: Zone Romantica)
- McLeod lányai: Becky Howard- Jessica Napier
- Medicopter 117 – Légimentők: Stella Contini
- Menekülés a szerelembe: Luciana Jacinto Flores – Zuria Vega
- Milagros: Milagros Vargas
- Nash Bridges - A trükkös hekus: Michelle Chan
- A nevem Earl: Joy Turner - Jaime Pressly
- A pálmák árnyéka: Greta Matthews
- Perzselő szenvedélyek: Ursula Kaminski
- Roswell: Isabel Evans
- Seherezádé: Eda Akinay
- Soñadoras – Szerelmes álmodozók: Lucia
- Stingers: Kaye Kelso
- Sunset Beach: Caitlin Richards Deschanel (I)- Vanessa Dorman
- Szerelemhajó:  Nicole Jordan
- Szerelem van a levegőben: Melek Yücel – Elçin Afacan
- A szerelem rabjai: Bárbara Bazterrica
- Szerelempárlat: Sofia Montalvo – Ana Patricia Rojo
- Szeretők és riválisok: Laura Gonzalez
- Szeretned kell!: Julia Vallado de Gómez Luna – Susana González
- Szívtipró gimi: Nikki Ruark
- Telihold: ???
- Tiéd az életem: Vicky – Sachi Tamashiro
- Tiltott gyümölcs: Şengül Doğan – İrem Kahyaoğlu
- Tiltott szerelem: Peyker Yöreoğlu
- Titkok:  ismeretlen
- Tuti gimi: Haley James Scott
- Vad angyal: Florencia Rizzo
- Válaszutak: Ligia Uriarte – Sonia Escobar
- Villám Spencer, a karibi őrangyal: Allison Wilson
- Wanted - Élve vagy halva: Carla Merced  detektív
- Zack és Cody élete: London Tipton
- Zack és Cody a fedélzeten: London Tipton

### Animációs filmek
- Blinky Bill fehér karácsonya: Mogyorócska
- Csingiling: A szárnyak titka: Recepciós
- Karácsonyi ének: Martha Cratchit
- A kis hableány 3. – A kezdet kezdete: Adella
- A mogyoró-meló: Andie
- Monster High: Cleo
- Scooby-Doo és az idegen megszállók: Kristály
- Verdák 3.: Millie
- Volt egyszer egy stúdió: Minnie egér

### Animációs sorozatok
- Arsène Lupin: Kelly Kincaid
- A Pókember elképesztő kalandjai: Natasha Romanoff / Fekete Özvegy (1. hang)
- B, a szuperméh: ?
- Barátaim: Tigris és Micimackó: Tarajos Sül
- Bébi bolondos dallamok: Lola nyuszi
- Benjámin maci titkos világa: Puszi
- Beverly Hills Tini Klub: ?
- Blinky Bill: Mogyorócska
- Bosszúállók újra együtt: Natasha Romanoff / Fekete Özvegy (2. hang)
- Ed, Edd és Eddy: A sárga dinnye lány
- Eszes Jess: Mimi
- Futurama: Turanga Leela
- Gézengúz hiúz: Fawn Deer
- Ginger naplója: Ginger
- Gondos Bocsok: Osztozó (Rész szív bocs)
- Gormiti: Jessica Herleins (Gormiti)
- A Görcs ikrek: Mari Phelps (2. hang)
- Gumball csodálatos világa: Nicole Watterson (3. évadtól)
- Kacsamesék: Mágika DeSpell
- Kappa Mikey: Mitsuki
- Kedvenc kommandó: Liba mama
- Klumplik: Ella Klump
- Lilli, a kis boszorkány: ?
- Marcelino: Csirip / Tata (2. évad 2. szinkron)
- Marco és Gina: Gina
- Mickey egér: Minnie Egér
- Mickey egér játszótere: Minnie Egér
- Monster High: Cleo
- Piri, Biri és Bori: ?
- Rejtélyek Tesz-Vesz városban: Dafke
- Sárkánykirályság: Perzselke hercegnő
- Star Wars: A klónok háborúja: Nala Se
- Star Wars: A Rossz Osztag: Nala Se
- Sün Alfréd forró nyomon: Camilla
- Tesz-Vesz város: Sally (2. évadtól 5. évadig)
- Timothy iskolába jár: Juanita
- Tom és Jerry: Jeannie (100. részben)
- Totál Dráma: Anne Maria, Sugar, Laurie
- Vipo, a repülő kutya kalandjai: Betty
- A vándorló palota: fiatal Sophie – Baisó Csieko
- Bleach: Kucsiki Rukia – Orikasza Fumiko
- Bleach: Elveszett emlékek: Kucsiki Rukia – Orikasza Fumiko
- Bleach: A gyémántpor lázadás: Kucsiki Rukia – Orikasza Fumiko

### Anime
- Blood+: Monique – Nazuka Kaori
- Csajkommandó: aurei kislány
- Death Note: Takada Kijomi – Szakamoto Maaja, Okamura Maszumi
- Devil May Cry – Démonvadászok: Angelica, Elena Hudson, Kelly húga
- Fullmetal Alchemist – A bölcsek kövének nyomában: Paninya – Hikami Kjóko
- Fullmetal Alchemist: Testvériség: Paninya – Okamura Akemi
- Hello, Kitty!: Mesélő
- Kilari: Haruno Curara
- Lovely Complex: Josioka Mimi – Araki Kae
- Méz és lóhere: Jamada Ajumi – Takahasi Mikako
- Nana: Komacu Nana – Kaori
- Naruto: Tenten (Jetix-változat, Animax változat (3. évadtól)) – Tamura Jukari
- Rozsomák: Jasida Mariko – Orikasza Fumiko
- Sherlock Holmes, a mesterkopó: Mary Hudson – Aszagami Jouko
- Slayers Next: Martina Xoana Mel Navratilova – Isimura Tomoko
- Trigun: Milly Thompson – Jukino Szacuki
- Vexille: kommunikációs asszisztens